# Mareanivka, Konotop
Mareanivka (în ucraineană Мар'янівка) este un sat în comuna Prîseimea din raionul Konotop, regiunea Sumî, Ucraina.

## Demografie
Componența lingvistică a localității Mareanivka
     Ucraineană (92,5%)
     Belarusă (5%)
     Rusă (2,5%)
Conform recensământului din 2001, majoritatea populației localității Mareanivka era vorbitoare de ucraineană (92,5%), existând în minoritate și vorbitori de belarusă (5%) și rusă (2,5%).